# Bamenda-bülbül
A Bamenda-bülbül (Phyllastrephus poensis) a madarak (Aves) osztályának verébalakúak (Passeriformes) rendjébe, ezen belül a bülbülfélék (Pycnonotidae) családjába tartozó faj.

## Rendszerezése
A fajt Boyd Alexander brit ornitológus írta le 1903-ban, a Phyllostrophus nembe Phyllostrophus poensis néven.

## Előfordulása
Nyugat- és Közép-Afrikában, Egyenlítői-Guinea, Kamerun és Nigéria területén honos. Természetes élőhelyei a szubtrópusi vagy trópusi síkvidéki és hegyi esőerdők. Állandó, nem vonuló faj.

## Megjelenése
Testhossza körülbelül 18 centiméter, testtömege 24–32 gramm.

## Életmódja
Rovarokkal táplálkozik, de néha gyümölcsöket is fogyaszt.

## Természetvédelmi helyzete
Az elterjedési területe nem igazán nagy, egyedszáma viszont stabil. A Természetvédelmi Világszövetség Vörös listáján nem veszélyeztetett fajként szerepel.